# Europamästerskapen i kortbanesimning 2021
Europamästerskapen i kortbanesimning 2021 arrangerades i Kazan i Ryssland mellan den 2 och 7 november 2021.

## Medaljtabell
*   Värdland ( Ryssland)
| Nr                   | Nation               | Guld | Silver | Brons | Totalt |
| -------------------- | -------------------- | ---- | ------ | ----- | ------ |
| 1                    | Ryssland*            | 11   | 5      | 8     | 24     |
| 2                    | Nederländerna        | 8    | 5      | 5     | 18     |
| 3                    | Italien              | 7    | 18     | 10    | 35     |
| 4                    | Sverige              | 4    | 1      | 1     | 6      |
| 5                    | Ungern               | 3    | 1      | 1     | 5      |
| 6                    | Polen                | 2    | 2      | 4     | 8      |
| 7                    | Belarus              | 2    | 2      | 0     | 4      |
| 8                    | Grekland             | 1    | 2      | 2     | 5      |
| 9                    | Tyskland             | 1    | 1      | 4     | 6      |
| 10                   | Rumänien             | 1    | 1      | 1     | 3      |
| 10                   | Turkiet              | 1    | 1      | 1     | 3      |
| 12                   | Israel               | 1    | 0      | 0     | 1      |
| 13                   | Frankrike            | 0    | 1      | 1     | 2      |
| 14                   | Danmark              | 0    | 1      | 0     | 1      |
| 14                   | Estland              | 0    | 1      | 0     | 1      |
| 14                   | Schweiz              | 0    | 1      | 0     | 1      |
| 14                   | Serbien              | 0    | 1      | 0     | 1      |
| 14                   | Tjeckien             | 0    | 1      | 0     | 1      |
| 19                   | Österrike            | 0    | 0      | 2     | 2      |
| 20                   | Slovenien            | 0    | 0      | 1     | 1      |
| Totalt (20 nationer) | Totalt (20 nationer) | 42   | 45     | 41    | 128    |

## Resultat

### Herrar
| Gren            | Guld | Guld          | Silver | Silver   | Brons | Brons    |
| 50 m frisim     | Szebasztián Szabó Ungern | 20,72         | Lorenzo Zazzeri Italien | 20,84    | Paweł Juraszek PolenVladimir Morozov Ryssland                                                                | 20,95    |
| 100 m frisim    | Kliment Kolesnikov Ryssland | 45,58         | Alessandro Miressi Italien | 45,84    | Vladislav Grinev Ryssland                                                                                    | 46,06    |
| 200 m frisim    | David Popovici Rumänien | 1.42,12       | Luc Kroon Nederländerna | 1.42,20  | Stan Pijnenburg Nederländerna                                                                                | 1.42,51  |
| 400 m frisim    | Luc Kroon Nederländerna | 3.38,33       | Matteo Ciampi Italien | 3.38,58  | Marco De Tullio Italien                                                                                      | 3.38,80  |
| 800 m frisim    | Gregorio Paltrinieri Italien | 7.27,94 0MR0  | Florian Wellbrock Tyskland | 7.27,99  | Sven Schwarz Tyskland                                                                                        | 7.33,85  |
| 1500 m frisim   | Florian Wellbrock Tyskland | 14.09,88      | Gregorio Paltrinieri Italien | 14.13,07 | Sven Schwarz Tyskland                                                                                        | 14.26,24 |
| 50 m ryggsim    | Kliment Kolesnikov Ryssland | 22,47 0MR0    | Michele Lamberti Italien | 22,65    | Robert Glință Rumänien                                                                                       | 22,74    |
| 100 m ryggsim   | Kliment Kolesnikov Ryssland | 49,13         | Robert Glință Rumänien | 49,31    | Apostolos Christou Grekland                                                                                  | 49,87    |
| 200 m ryggsim   | Radoslaw Kawecki Polen | 1.48,46       | Lorenzo Mora Italien | 1.49,73  | Michele Lamberti Italien                                                                                     | 1.50,26  |
| 50 m bröstsim   | Ilya Shymanovich Belarus | 25,25 =0VR0   | Emre Sakçı Turkiet | 25,39    | Nicolò Martinenghi Italien                                                                                   | 25,54    |
| 100 m bröstsim  | Nicolò Martinenghi Italien | 55,63         | Ilja Sjimanovitj Belarus | 55,77    | Arno Kamminga Nederländerna                                                                                  | 55,79    |
| 200 m bröstsim  | Ilja Sjimanovitj Belarus | 2.01,73       | Arno Kamminga Nederländerna | 2.01,74  | Michail Dorinov Ryssland                                                                                     | 2.02,07  |
| 50 m fjärilsim  | Szebasztián Szabó Ungern | 21,75 =0VR0   | Matteo Rivolta Italien | 22,14    | Thomas Ceccon Italien                                                                                        | 22,24    |
| 100 m fjärilsim | Szebasztián Szabó Ungern | 49,68         | Michele Lamberti Italien | 49,79    | Jakub Majerski Polen                                                                                         | 49,86    |
| 200 m fjärilsim | Alberto Razzetti Italien | 1.50,24       | Kristóf Milák Ungern | 1.51,11  | Jegor Pavlov Ryssland                                                                                        | 1.51,81  |
| 100 m medley    | Marco Orsi Italien | 50,95         | Andreas Vazaios Grekland | 51,72    | Bernhard Reitshammer Österrike                                                                               | 51,91    |
| 200 m medley    | Andreas Vazaios Grekland | 1.51,70       | Thomas Ceccon Italien | 1.52,49  | Alberto Razzetti Italien                                                                                     | 1.52,75  |
| 400 m medley    | Ilja Borodin Ryssland | 3.58,83 0VRJ0 | Alberto Razzetti Italien | 4.00,34  | Hubert Kós Ungern                                                                                            | 4.03,16  |
| 4×50 m frisim   | Nederländerna Jesse Puts (21,10) Stan Pijnenburg (20,74) Kenzo Simons (20,59) Thom de Boer (20,46)                                                                 | 1.22,89       | Italien Alessandro Miressi (21,20) Thomas Ceccon (20,82) Lorenzo Zazzeri (20,24) Marco Orsi (20,66)                                                                     | 1.22,92  | Ryssland Vladimir Morozov (21,22) Vladislav Grinev (20,69) Jevgenij Rylov (20,99) Kliment Kolesnikov (20,45) | 1.23,35  |
| 4×50 m medley   | Italien Michele Lamberti (22,62) Nicolo Martinenghi (25,14) Marco Orsi (22,17) Lorenzo Zazzeri (20,21) Lorenzo Mora Federico Poggio Thomas Ceccon Leonardo Deplano | 1.30,14 0VR0  | Ryssland Kliment Kolesnikov (22,58) Oleg Kostin (25,51) Vladimir Morozov (22,18) Vladislav Grinev (20,52) Pavel Samusenko Danil Semjaninov Daniil Markov Sergej Fesikov | 1.30,79  | Nederländerna Stan Pijnenburg (23,80) Arno Kamminga (25,48) Jesse Puts (22,56) Thom de Boer (20,32)          | 1.32,16  |

### Damer
| Gren            | Guld | Guld          | Silver                                                                                                  | Silver   | Brons | Brons           |
| 50 m frisim     | Sarah Sjöström Sverige                                                                                     | 23,12 0MR0    | Katarzyna Wasick Polen                                                                                  | 23,49    | Maria Kameneva Ryssland                                                                                      | 23,72           |
| 100 m frisim    | Sarah Sjöström Sverige                                                                                     | 51,26         | Katarzyna Wasick Polen                                                                                  | 51,58    | Marrit Steenbergen Nederländerna                                                                             | 51,92           |
| 200 m frisim    | Marrit Steenbergen Nederländerna                                                                           | 1.52,75       | Barbora Seemanova Tjeckien                                                                              | 1.53,58  | Katja Fain Slovenien                                                                                         | 1.53,88         |
| 400 m frisim    | Anastasia Kirpitjnikova Ryssland                                                                           | 3.59,18       | Anna Jegorova Ryssland                                                                                  | 4.00,52  | Isabel Marie Gose Tyskland                                                                                   | 4.01,37         |
| 800 m frisim    | Anastasia Kirpitjnikova Ryssland                                                                           | 8.04,65       | Simona Quadarella Italien                                                                               | 8.10,54  | Isabel Marie Gose Tyskland                                                                                   | 8.10,60         |
| 1500 m frisim   | Anastasia Kirpitjnikova Ryssland                                                                           | 15.18,30 0MR0 | Simona Quadarella Italien                                                                               | 15.34,16 | Martina Caramignoli Italien                                                                                  | 15.37,33        |
| 50 m ryggsim    | Kira Toussaint Nederländerna                                                                               | 25,79         | Analia Pigrée Frankrike                                                                                 | 26,08    | Maaike de Waard Nederländerna                                                                                | 26,11           |
| 100 m ryggsim   | Kira Toussaint Nederländerna                                                                               | 55,76         | Maaike de Waard Nederländerna                                                                           | 55,86    | Analia Pigrée Frankrike                                                                                      | 56,40           |
| 200 m ryggsim   | Kira Toussaint Nederländerna                                                                               | 2.01,26       | Margherita Panziera Italien                                                                             | 2.02,05  | Lena Grabowski Österrike                                                                                     | 2.04,74         |
| 50 m bröstsim   | Arianna Castiglioni Italien                                                                                | 29,66         | Benedetta Pilato Italien                                                                                | 29,75    | Nika Godun Ryssland                                                                                          | 29,80           |
| 100 m bröstsim  | Martina Carraro Italien                                                                                    | 1.04,01       | Jevgenia Tjikunova RysslandEneli Jefimova Estland                                                       | 1.04,25  | Ingen tilldelad                                                                                              | Ingen tilldelad |
| 200 m bröstsim  | Jevgenia Tjikunova Ryssland                                                                                | 2.16,88 0VRJ0 | Maria Temnikova Ryssland                                                                                | 2.18,45  | Francesca Fangio Italien                                                                                     | 2.19,69         |
| 50 m fjärilsim  | Sarah Sjöström Sverige                                                                                     | 24,50 0MR0    | Maaike de Waard Nederländerna                                                                           | 24,97    | Silvia Di Pietro ItalienAnna Ntountounaki Grekland                                                           | 25,09           |
| 100 m fjärilsim | Sarah Sjöström Sverige                                                                                     | 55,84         | Anna Ntountounaki GreklandAnastasiya Shkurdai Belarus                                                   | 56,35    | Ingen tilldelad                                                                                              | Ingen tilldelad |
| 200 m fjärilsim | Svetlana Tjimrova Ryssland                                                                                 | 2.04,97       | Helena Rosendahl Bach Danmark                                                                           | 2.05,02  | Ilaria Bianchi Italien                                                                                       | 2.05,43         |
| 100 m medley    | Alicja Tchórz Polen                                                                                        | 57,82         | Maria Kameneva Ryssland                                                                                 | 57,83    | Sarah Sjöström Sverige                                                                                       | 58,05           |
| 200 m medley    | Anastasya Gorbenko Israel                                                                                  | 2.05,17       | Maria Ugolkova Schweiz                                                                                  | 2.06,41  | Viktoriya Zeynep Güneş Turkiet                                                                               | 2.07,67         |
| 400 m medley    | Viktoriya Zeynep Güneş Turkiet                                                                             | 4.30,45       | Anja Crevar SerbienSara Franceschi Italien                                                              | 4.30,47  | Ingen tilldelad                                                                                              | Ingen tilldelad |
| 4×50 m frisim   | Ryssland Rozalia Nasretdinova (24,18) Arina Surkova (23,41) Maria Kameneva (23,70) Daria Klepikova (23,63) | 1.34,92       | Nederländerna Kim Busch (24,18) Maaike de Waard (23,71) Kira Toussaint (23,92) Valerie van Roon (23,66) | 1.35,47  | Polen Katarzyna Wasick (23,40) Kornelia Fiedkiewicz (24,20) Dominika Sztandera (24,87) Alicja Tchorz (23,47) | 1.35,94         |
| 4×50 m medley   | Ryssland Maria Kameneva (26,42) Nika Godun (29,47) Arina Surkova (24,49) Daria Klepikova (23,81)           | 1.44,19       | Sverige Hanna Rosvall (26,57) Emelie Fast (29,96) Sara Junevik (24,85) Sarah Sjöström (22,94)           | 1.44,32  | Italien Silvia Scalia (26,59) Arianna Castiglioni (29,36) Elena Di Liddo (24,97) Silvia Di Pietro (23,54)    | 1.44,46         |

### Mixed
| Gren          | Guld | Guld         | Silver | Silver  | Brons | Brons   |
| 4×50 m frisim | Nederländerna Jesse Puts (21,06) Thom de Boer (20,55) Maaike de Waard (23,46) Kim Busch (23,86) Kenzo Simons Stan Pijnenburg Tamara van Vliet Valerie van Roon | 1.28,93      | Italien Alessandro Miressi (21,33) Lorenzo Zazzeri (20,59) Silvia Di Pietro (23,48) Costanza Cocconcelli (24,00) Leonardo Deplano Filippo Megli Chiara Tarantino                     | 1.29,40 | Polen Paweł Juraszek (21,33) Jakub Majerski (21,03) Alicja Tchórz (24,01) Katarzyna Wasick (23,09)                                                                            | 1.29,46 |
| 4×50 m medley | Nederländerna Kira Toussaint (25,99) Arno Kamminga (25,54) Maaike de Waard (24,50) Thom de Boer (20,15) Kim Busch Jesse Puts                                   | 1.36,18 0VR0 | Italien Michele Lamberti (22,72) Nicolò Martinenghi (25,13) Elena Di Liddo (25,09) Silvia Di Pietro (23,45) Matteo Rivolta Alessandro Pinzutti Costanza Cocconcelli Chiara Tarantino | 1.36,39 | Ryssland Kliment Kolesnikov (22,47) Oleg Kostin (25,58) Arina Surkova (24,88) Maria Kameneva (23,49) Pavel Samusenko Kirill Strelinkov Svetlana Tjimrova Rozalia Nasretdinova | 1.36,42 |